# Surskoe
Surskoe (in russo Сурское?) è un villaggio operaio della Russia europea, situato nell'oblast' di Ul'janovsk. È il centro amministrativo del rajon Surskij.
Si trova 110 km a nord-ovest di Ul'janovsk, il fiume Sura scorre vicino al villaggio.